# Тенгіз Кітовані
Тенгіз Кітовані ( груз. თენგიზ კიტოვანი </link> тенгіз кіт'овані ; 9 червня 1938 — 13 листопада 2023) — грузинський політик і воєначальник, член "Військової ради Грузії" з 6 січня 1992 до 10 березня 1992, командувач Національною гвардією Грузії, міністр оборони Грузії в 1992-1993, член Верховної Ради Республіки Грузія в 1990-1991 роках і депутат парламенту Грузії в 1992-1995 роках. 
Кітовані брав участь разом із Тегізом Сігуа, Джабою Іоселіані у Державному перевороті у Грузії (1991-1992)  та в Громадянській війні в Грузії(1992-1993) в поваленні президента Звіада Гамсахурдіа, що призвело до приходу до влади Едуарда Шеварднадзе. Після військового перевороту Кітовані був членом Військової ради Грузії, брав участь у війні в Абхазії (1992-1993) та обіймав посаду міністра оборони, поки його поступово не відсторонив Шеварднадзе. У січні 1995 року був заарештований за звинуваченням в організації незаконних збройних формувань і в жовтні 1996 року засуджений до 8 років позбавлення волі. 22 травня 1999 Шеварднадзе помилував Кітовані у зв'язку з погіршенням його здоров'я. Після звільнення з ув'язнення у 2000-них жив у Москві, у 2012 році повернувся до Грузії. На початку 2014 року президент Георгій Маргвелашвілі позбавив його грузинського громадянства. Помер 13 листопада 2023 року в Тбілісі. 

## Раннє життя та кар'єра
Народився в Тбілісі 9 червня 1938 року, закінчив Тбіліську академію образотворчих мистецтв і викладав у школі-інтернаті в місті Тетріцаро .  Був скульптором за фахом і шкільним другом лідера Грузинського національного руху Звіада Гамсахурдіа. У 1970-х Кітовані відсидів за збройний напад. У в'язниці познайомився з дисидентами-учасниками національного руху і приєднався до національного руху. 
Кітовані прийшов у політику на початку 1990 року, коли рух за незалежність досяг свого апогею в тодішній радянській Грузії . Того ж року обраний до Верховної Ради Грузії, він був тісно пов’язаний із Звіадом Гамсахурдіа, дисидентом радянських часів, який згодом став головою Президії Верховної Ради і, зрештою , президентом Грузії в 1991 році 
У 1990-1991 роках був членом Верховної Ради Республіки Грузія, підписав Акт про відновлення державної незалежності Грузії (9 квітня 1991 року). 2 серпня 1991 року постановою Голови Верховної Ради Республіки Грузія повноваження депутата припинено достроково.
У грудні 1990 року Гамсахурдіа видав указ про створення Національної гвардії Грузії і призначив її головою Кітовані. Серед гвардійців був відомий на прізвисько «батя»  . У серпні 1991 Гамсахурдіа звільнив його з посади командувача Національної гвардії, але він не виконав рішення про реорганізацію гвардії і оголосив про свою непокору. і . Згодом Кітовані стверджував, що Гамсахурдіа мав намір розформувати Національну гвардію, і йому наказали це зробити лідери радянської спроби державного перевороту 1991 року, але сам не надав жодних документів, які б це підтвердили.  24 серпня Кітовані відмовився прийняти власне звільнення і залишив з 15 000 членів гвардії та розташувався табором у долині Рконі.  Це був стало початок кінця для Гамсахурдіа, чия непримиренна політика змусила багатьох його колишніх прихильників піти в опозицію. 

## Військовий переворот і громадянська війна
Протистояння між опозицією та владою Гамсахурдіа швидко переросло в серію страйків і збройних зіткнень, і врешті-решт Кітовані, разом із екс-прем’єр-міністром Тенгізом Сігуа та кримінальним діячем Джабою Іоселіані, розпочали насильницький державний переворот у Грузії  у грудні 1991 року. Іоселіані, а також прихильники Гамсахурдіа та деякі незалежні спостерігачі стверджували, що Кітовані домовився із угрупованням російських військ, дислокованих у Тбілісі, щоб приєднатися до нападу на перший уряд незалженої Грузії. 
2 січня 1992 року було оголошено про усунення Гамсахурдіа та створення Військової ради Республіки Грузія  на чолі з Кітовані та Іоселіані. 6 січня 1992 року Гамсахурдія був усінутий і виїхав у вигнання, а лідери перевороту запросили радянського екс-міністра закордонних справ Едуарда Шеварднадзе очолити тимчасовий уряд після перевороту – Державну раду – у березні 1992 року. 
У результаті домовленості про розподіл влади, яка зрештою була укладена між Іоселіані, Кітовані, Сігуа та Шеварднадзе, Кітовані залишився командувачем Національної гвардії та зберіг значний вплив на прийняття рішень. У травні 1992 року Шеварднадзе призначив Кітовані міністром оборони та віце-прем'єр-міністром, намагаючись поставити Національну гвардію під центральний контроль. Однак і Кітовані, і Іоселіані не бажали поступатися владою Шеварднадзе і були схильні до односторонніх дій, і при цьому часто конфліктували один з одним. 
Перші та найбільш очевидні такі дії були здійснені Кітовані під час спланованої військової операції проти прихильників Гамсахурдіа, які сформували осередки збройного опору в західній Грузії та взяли в заручники грузинських урядовців. 
У ніч на 13 серпня 1992 року війська Кітовані увійшли в Абхазію, керівництво якої зробило низку кроків до відділення від Грузії, щоб встановити контроль над залізницею регіону. Офіційною метою операції було виконання постанови Президії Держради Грузії від 10 серпня про правила надзвичайного стану на ділянці Сочі-Енгур Грузинської залізниці. Існують суперечливі повідомлення щодо дій Кітовані, чи діяв він самостійно чи за згодою з Тбілісі. Голова Держради Шеварднадзе звинуватив Кітовані в самоуправстві, за його словами, Кітовані самовільно захопив Сухумі . За словами Тенгіза Сігуа , Кітовані не міг виконати завдання, не ввійшовши в Сухумі, оскільки іншого шляху до Гудаута і далі на північ не було. 
Незважаючи на те, що ця операція та демонстрація сили призвели до звільнення заручників, Кітовані, діючи з власної ініціативи, попрямував до столиці Абхазії Сухумі та змуси втекти абхазьких лідерів.  Шеварднадзе не вдалося переконати Кітовані вивести війська з Абхазії, і країна була втягнута у Війну в Абхазії (1992-1993), яка закінчилася втратою Грузією контролю над більшою частиною Абхазії. Інша версія цих подій, яку часто цитують у Грузії, говорить, що Росія, підтримуючи абхазів, також підбурила Кітовані розпалити конфлікт і, можливо, обіцяла підтримку його лідерських амбіцій у Грузії після успішної операції. Пізніше Шеварднадзе звинуватив Кітовані в провокуванні збройного конфлікту в Абхазії, стверджуючи, що той проігнорував його наказ і вступив зі своїми військовими до Сухумі.   Кітовані, однак, звинуватив Шеварднадзе в тому, що він перешкодив йому продовжити наступ на Сухумі наступом на абхазьку фортецю в Гудауті, де розташована російська військова база, яка допомагала сепаратистам інструкторами та боєприпасами. 

## Конфлікт із Шеварднадзе
Під час війни в Абхазії Кітовані розвинув значну військову потугу, що суперничала із Шеварднадзе, і кілька разів кидав йому виклик, як главі держави щодо питань оборони, пропонуючи йому відповідати лише за зовнішню політику.   Кітовані висувався кандидатом на парламентських виборах у Грузії 11 жовтня 1992 року і був обраний в одномандатному виборчому окрузі Болнісі .  Після виборів Шеварднадзе спробував замінити його на посаді міністра оборони на професійного військового генерала Анатолія Камкамідзе, але не зміг цього зробити. На тлі постійних чуток про те плани нового військового перевороту Кітовані  був змушений піти у відставку в травні 1993 року. Його заміною став його протеже Гія Каркарашвіліі, тому Кітовані зміг зберегти частину влади, згідно з чутками в Тбілісі, щодо контролю над грузинською «енергетичною мафією»  та його «особливі стосунки» з міністром оборони Росії Павлом Грачовим . 
Проте Шеварднадзе зміг використати військову невдачу в Абхазії, щоб розпочати репресії проти воєнізованих угруповань та їх лідерів.  Після того, як до грудня 1993 року за допомогою Росії було придушено повстання на підтримку Гамсахурдіа, Шеварднадзе зміцнив свою владу та зміг позбавити Кітовані та Іоселіані впливу на політику в сфері національної безпеки Грузії. 
Провівши деякий час у Росії, Кітовані повернувся до Тбілісі і разом з Тенгізом Сігуа та Борисом Какубавою, лідером фракції етнічних грузинів-переселенців з Абхазії і восени 1994 року заснував "Національний фронт визволення Абхазії" 
13 січня 1995 року Кітовані за підтримки Тенгіза Сігуа разом із 700-1400 озброєними грузинами-переселенцями вирушили в марші проти Абхазії, але їх зупинив та заарештував спецназ нового міністра держбезпеки Ігоря Георгадзе.  За організацію незаконних збройних сил Кітовані засудили до восьми років ув'язнення в жовтні 1996 року. Він відсидів чотири роки зі свого восьмирічного терміну і був помилуваний Шеварднадзе за медичними показами 22 травня 1999 року 

## Еміграція і повернення
З початку 2000-х Кітовані жив у Москві, звідки неодноразово різко критикував уряд Шеварднадзе. У лютому 2002 року він скандально відреагував на таємниче самогубство Нугзара Саджаї, близького соратника Шеварднадзе та впливового голови Ради національної безпеки Грузії, заявивши, що Саджая був гомосексуалістом і замовив у 2001 році вбивство журналіста Георгія Саная .  Пізніше того ж року Кітовані звинуватив Шеварднадзе у причетності до вбивства Кахі Асатіані, бізнесмена та колишньої футбольної зірки у 2002 році. Він також підтвердив заяви Росії про те, що близько 700 чеченських бойовиків провели зиму в Панкіській ущелині Грузії.  Крім того, він стверджував, що російський генерал Геннадій Шпігун, викрадений і вбитий у Чечні в 1999/2000 роках, насправді був у полоні та страчений у Панкісі, а тіло потім вивезено до південної Чечні. Грузія відкинула всі ці претензії. 
Генеральний прокурор Грузії Нугзар Габрічідзе заявив, що Кітовані перебував у тісному контакті з ветеранами Національної гвардії, які влаштували невдалий заколот 23 березня 2003 року  Однак Кітовані заперечував будь-які зв'язки з заколотом. 
Кітовані повернувся до Тбілісі в грудні 2012 року після зміни уряду після парламентських виборів у жовтні 2012 року .  На початку 2014 року президент Георгій Маргвелашвілі позбавив його грузинського громадянства. 
Кітовані помер 13 листопада 2023 року у віці 85 років 